# 2014-es Formula–1 szingapúri nagydíj
A szingapúri nagydíj volt a 2014-es Formula–1 világbajnokság tizennegyedik futama, amelyet 2014. szeptember 19. és szeptember 21. között rendeztek meg a Singapore Street Circuit-en, Szingapúrban.

## Szabadedzések

### Első szabadedzés
A szingapúri nagydíj első szabadedzését szeptember 19-én, pénteken este tartották.
| helyezés | versenyző         | csapat/motor         | elért idő | különbség | futott kör |
| -------- | ----------------- | -------------------- | --------- | --------- | ---------- |
| 1        | Fernando Alonso   | Ferrari              | 1:49,056  | −         | 16         |
| 2        | Lewis Hamilton    | Mercedes             | 1:49,178  | +0,122    | 23         |
| 3        | Nico Rosberg      | Mercedes             | 1:49,205  | +0,149    | 24         |
| 4        | Sebastian Vettel  | Red Bull-Renault     | 1:49,874  | +0,818    | 27         |
| 5        | Daniel Ricciardo  | Red Bull-Renault     | 1:50,122  | +1,066    | 21         |
| 6        | Jean-Éric Vergne  | Toro Rosso-Renault   | 1:50,539  | +1,483    | 11         |
| 7        | Kimi Räikkönen    | Ferrari              | 1:50,783  | +1,727    | 19         |
| 8        | Jenson Button     | McLaren-Mercedes     | 1:50,922  | +1,866    | 21         |
| 9        | Danyiil Kvjat     | Toro Rosso-Renault   | 1:50,990  | +1,934    | 26         |
| 10       | Sergio Pérez      | Force India-Mercedes | 1:51,131  | +2,075    | 23         |
| 11       | Kevin Magnussen   | McLaren-Mercedes     | 1:51,217  | +2,161    | 24         |
| 12       | Nico Hülkenberg   | Force India-Mercedes | 1:51,604  | +2,548    | 23         |
| 13       | Felipe Massa      | Williams-Mercedes    | 1:51,953  | +2,897    | 20         |
| 14       | Pastor Maldonado  | Lotus-Renault        | 1:52,125  | +3,069    | 25         |
| 15       | Valtteri Bottas   | Williams-Mercedes    | 1:52,146  | +3,090    | 19         |
| 16       | Esteban Gutiérrez | Sauber-Ferrari       | 1:52,171  | +3,115    | 15         |
| 17       | Adrian Sutil      | Sauber-Ferrari       | 1:52,237  | +3,181    | 22         |
| 18       | Romain Grosjean   | Lotus-Renault        | 1:52,906  | +3,850    | 26         |
| 19       | Jules Bianchi     | Marussia-Ferrari     | 1:54,113  | +5,057    | 15         |
| 20       | Marcus Ericsson   | Caterham-Renault     | 1:54,475  | +5,419    | 26         |
| 21       | Kobajasi Kamui    | Caterham-Renault     | 1:54,607  | +5,551    | 21         |
| 22       | Max Chilton       | Marussia-Ferrari     | 1:55,170  | +6,114    | 17         |

### Második szabadedzés
A szingapúri nagydíj második szabadedzését szeptember 19-én, pénteken éjszaka tartották.
| helyezés | versenyző         | csapat/motor         | elért idő | különbség | futott kör |
| -------- | ----------------- | -------------------- | --------- | --------- | ---------- |
| 1        | Lewis Hamilton    | Mercedes             | 1:47,490  | −         | 25         |
| 2        | Fernando Alonso   | Ferrari              | 1:47,623  | +0,133    | 28         |
| 3        | Daniel Ricciardo  | Red Bull-Renault     | 1:47,790  | +0,300    | 28         |
| 4        | Kimi Räikkönen    | Ferrari              | 1:48,031  | +0,541    | 29         |
| 5        | Sebastian Vettel  | Red Bull-Renault     | 1:48,041  | +0,551    | 5          |
| 6        | Kevin Magnussen   | McLaren-Mercedes     | 1:48,358  | +0,868    | 33         |
| 7        | Jenson Button     | McLaren-Mercedes     | 1:48,435  | +0,945    | 30         |
| 8        | Sergio Pérez      | Force India-Mercedes | 1:48,653  | +1,163    | 30         |
| 9        | Nico Hülkenberg   | Force India-Mercedes | 1:48,751  | +1,261    | 31         |
| 10       | Danyiil Kvjat     | Toro Rosso-Renault   | 1:48,770  | +1,280    | 31         |
| 11       | Jean-Éric Vergne  | Toro Rosso-Renault   | 1:48,800  | +1,310    | 33         |
| 12       | Romain Grosjean   | Lotus-Renault        | 1:49,062  | +1,572    | 33         |
| 13       | Nico Rosberg      | Mercedes             | 1:49,075  | +1,585    | 30         |
| 14       | Pastor Maldonado  | Lotus-Renault        | 1:49,139  | +1,649    | 13         |
| 15       | Adrian Sutil      | Sauber-Ferrari       | 1:49,170  | +1,680    | 34         |
| 16       | Esteban Gutiérrez | Sauber-Ferrari       | 1:49,290  | +1,800    | 37         |
| 17       | Felipe Massa      | Williams-Mercedes    | 1:49,361  | +1,871    | 29         |
| 18       | Valtteri Bottas   | Williams-Mercedes    | 1:49,971  | +2,481    | 28         |
| 19       | Jules Bianchi     | Marussia-Ferrari     | 1:50,612  | +3,122    | 24         |
| 20       | Max Chilton       | Marussia-Ferrari     | 1:51,558  | +4,068    | 21         |
| 21       | Kobajasi Kamui    | Caterham-Renault     | 1:52,075  | +4,585    | 33         |
| 22       | Marcus Ericsson   | Caterham-Renault     | 1:52,936  | +5,446    | 31         |

### Harmadik szabadedzés
A szingapúri nagydíj harmadik szabadedzését szeptember 20-án, szombaton este tartották.
| helyezés | versenyző         | csapat/motor         | elért idő | különbség | futott kör |
| -------- | ----------------- | -------------------- | --------- | --------- | ---------- |
| 1        | Fernando Alonso   | Ferrari              | 1:47,299  | −         | 12         |
| 2        | Daniel Ricciardo  | Red Bull-Renault     | 1:47,350  | +0,051    | 15         |
| 3        | Nico Rosberg      | Mercedes             | 1:47,488  | +0,189    | 15         |
| 4        | Jean-Éric Vergne  | Toro Rosso-Renault   | 1:47,693  | +0,394    | 17         |
| 5        | Sebastian Vettel  | Red Bull-Renault     | 1:47,711  | +0,412    | 17         |
| 6        | Lewis Hamilton    | Mercedes             | 1:47,738  | +0,439    | 12         |
| 7        | Felipe Massa      | Williams-Mercedes    | 1:47,909  | +0,610    | 15         |
| 8        | Valtteri Bottas   | Williams-Mercedes    | 1:48,205  | +0,906    | 15         |
| 9        | Kimi Räikkönen    | Ferrari              | 1:48,226  | +0,927    | 16         |
| 10       | Esteban Gutiérrez | Sauber-Ferrari       | 1:48,422  | +1,123    | 20         |
| 11       | Nico Hülkenberg   | Force India-Mercedes | 1:48,450  | +1,151    | 11         |
| 12       | Kevin Magnussen   | McLaren-Mercedes     | 1:48,577  | +1,278    | 9          |
| 13       | Jenson Button     | McLaren-Mercedes     | 1:48,599  | +1,300    | 16         |
| 14       | Danyiil Kvjat     | Toro Rosso-Renault   | 1:48,637  | +1,338    | 18         |
| 15       | Sergio Pérez      | Force India-Mercedes | 1:49,078  | +1,779    | 15         |
| 16       | Adrian Sutil      | Sauber-Ferrari       | 1:49,115  | +1,816    | 19         |
| 17       | Romain Grosjean   | Lotus-Renault        | 1:49,485  | +2,186    | 17         |
| 18       | Pastor Maldonado  | Lotus-Renault        | 1:50,149  | +2,850    | 15         |
| 19       | Jules Bianchi     | Marussia-Ferrari     | 1:50,376  | +3,077    | 17         |
| 20       | Kobajasi Kamui    | Caterham-Renault     | 1:50,939  | +3,640    | 17         |
| 21       | Max Chilton       | Marussia-Ferrari     | 1:51,221  | +3,922    | 16         |
| 22       | Marcus Ericsson   | Caterham-Renault     | 1:51,598  | +4,299    | 17         |

## Időmérő edzés
A szingapúri nagydíj időmérő edzését szeptember 20-án, szombaton futották.
| helyezés              | rajtszám | versenyző         | csapat/motor         | 1. rész  | 2. rész  | 3. rész  | rajthely | futott kör |
| --------------------- | -------- | ----------------- | -------------------- | -------- | -------- | -------- | -------- | ---------- |
| 1                     | 44       | Lewis Hamilton    | Mercedes             | 1:46,921 | 1:46,287 | 1:45,681 | 1        | 17         |
| 2                     | 6        | Nico Rosberg      | Mercedes             | 1:47,244 | 1:45,825 | 1:45,688 | 2        | 19         |
| 3                     | 3        | Daniel Ricciardo  | Red Bull-Renault     | 1:47,488 | 1:46,493 | 1:45,854 | 3        | 12         |
| 4                     | 1        | Sebastian Vettel  | Red Bull-Renault     | 1:47,476 | 1:46,586 | 1:45,902 | 4        | 15         |
| 5                     | 14       | Fernando Alonso   | Ferrari              | 1:46,889 | 1:46,328 | 1:45,907 | 5        | 16         |
| 6                     | 19       | Felipe Massa      | Williams-Mercedes    | 1:47,615 | 1:46,472 | 1:46,000 | 6        | 20         |
| 7                     | 7        | Kimi Räikkönen    | Ferrari              | 1:46,685 | 1:46,359 | 1:46,170 | 7        | 14         |
| 8                     | 77       | Valtteri Bottas   | Williams-Mercedes    | 1:47,196 | 1:46,622 | 1:46,187 | 8        | 18         |
| 9                     | 20       | Kevin Magnussen   | McLaren-Mercedes     | 1:47,976 | 1:46,700 | 1:46,250 | 9        | 18         |
| 10                    | 26       | Danyiil Kvjat     | Toro Rosso-Renault   | 1:47,656 | 1:46,926 | 1:47,362 | 10       | 21         |
| 11                    | 22       | Jenson Button     | McLaren-Mercedes     | 1:47,161 | 1:46,943 |          | 11       | 12         |
| 12                    | 25       | Jean-Éric Vergne  | Toro Rosso-Renault   | 1:47,407 | 1:46,989 |          | 12       | 14         |
| 13                    | 27       | Nico Hülkenberg   | Force India-Mercedes | 1:47,370 | 1:47,308 |          | 13       | 13         |
| 14                    | 21       | Esteban Gutiérrez | Sauber-Ferrari       | 1:47,970 | 1:47,333 |          | 14       | 9          |
| 15                    | 11       | Sergio Pérez      | Force India-Mercedes | 1:48,143 | 1:47,575 |          | 15       | 13         |
| 16                    | 8        | Romain Grosjean   | Lotus-Renault        | 1:47,862 | 1:47,812 |          | 16       | 14         |
| 17                    | 99       | Adrian Sutil      | Sauber-Ferrari       | 1:48,324 |          |          | 17       | 6          |
| 18                    | 13       | Pastor Maldonado  | Lotus-Renault        | 1:49,063 |          |          | 18       | 8          |
| 19                    | 17       | Jules Bianchi     | Marussia-Ferrari     | 1:49,440 |          |          | 19       | 7          |
| 20                    | 10       | Kobajasi Kamui    | Caterham-Renault     | 1:50,405 |          |          | 20       | 8          |
| 21                    | 4        | Max Chilton       | Marussia-Ferrari     | 1:50,473 |          |          | 21       | 7          |
| 22                    | 9        | Marcus Ericsson   | Caterham-Renault     | 1:52,287 |          |          | 22       | 5          |
| 107%-os idő: 1:54,152 |          |                   |                      |          |          |          |          |            |

## Futam
A szingapúri nagydíj futama szeptember 21-én, vasárnap rajtolt.
| helyezés | rajtszám | versenyző         | csapat/motor         | futott kör | idő/kiesés oka | rajthely | pont |
| -------- | -------- | ----------------- | -------------------- | ---------- | -------------- | -------- | ---- |
| 1        | 44       | Lewis Hamilton    | Mercedes             | 60         | 2:00:04,795    | 1        | 25   |
| 2        | 1        | Sebastian Vettel  | Red Bull-Renault     | 60         | +13,534        | 4        | 18   |
| 3        | 3        | Daniel Ricciardo  | Red Bull-Renault     | 60         | +14,273        | 3        | 15   |
| 4        | 14       | Fernando Alonso   | Ferrari              | 60         | +15,289        | 5        | 12   |
| 5        | 19       | Felipe Massa      | Williams-Mercedes    | 60         | +42,161        | 6        | 10   |
| 6[1]     | 25       | Jean-Éric Vergne  | Toro Rosso-Renault   | 60         | +56,801        | 12       | 8    |
| 7        | 11       | Sergio Pérez      | Force India-Mercedes | 60         | +59,038        | 15       | 6    |
| 8        | 7        | Kimi Räikkönen    | Ferrari              | 60         | +1:00,641      | 7        | 4    |
| 9        | 27       | Nico Hülkenberg   | Force India-Mercedes | 60         | +1:01,661      | 13       | 2    |
| 10       | 20       | Kevin Magnussen   | McLaren-Mercedes     | 60         | +1:02,230      | 9        | 1    |
| 11       | 77       | Valtteri Bottas   | Williams-Mercedes    | 60         | +1:05,065      | 8        |      |
| 12       | 13       | Pastor Maldonado  | Lotus-Renault        | 60         | +1:06,915      | 18       |      |
| 13       | 8        | Romain Grosjean   | Lotus-Renault        | 60         | +1:08,029      | 16       |      |
| 14       | 26       | Danyiil Kvjat     | Toro Rosso-Renault   | 60         | +1:20,037      | 10       |      |
| 15       | 9        | Marcus Ericsson   | Caterham-Renault     | 60         | +1:34,188      | 22       |      |
| 16       | 17       | Jules Bianchi     | Marussia-Ferrari     | 60         | +1:34,543      | 19       |      |
| 17       | 4        | Max Chilton       | Marussia-Ferrari     | 59         | +1 kör         | 21       |      |
| ki       | 22       | Jenson Button     | McLaren-Mercedes     | 52         | erőforrás      | 11       |      |
| ki       | 99       | Adrian Sutil      | Sauber-Ferrari       | 40         | vízszivárgás   | 17       |      |
| ki       | 21       | Esteban Gutiérrez | Sauber-Ferrari       | 17         | elektronika    | 14       |      |
| ki       | 6        | Nico Rosberg      | Mercedes             | 13         | elektronika    | 2        |      |
| ni       | 10       | Kobajasi Kamui    | Caterham-Renault     | 0          | hajtómű        | 20       |      |

Megjegyzés:
- ↑ 1:  — Jean-Éric Vergne utólag 5 másodperces időbüntetést kapott pályaelhagyásért.

## A világbajnokság állása a verseny után
| H   | Versenyzők       | Pont | H   | Konstruktőrök        | Pont |
| --- | ---------------- | ---- | --- | -------------------- | ---- |
| 1.  | Lewis Hamilton   | 241  | 1.  | Mercedes             | 479  |
| 2.  | Nico Rosberg     | 238  | 2.  | Red Bull-Renault     | 305  |
| 3.  | Daniel Ricciardo | 181  | 3.  | Williams-Mercedes    | 187  |
| 4.  | Fernando Alonso  | 133  | 4.  | Ferrari              | 178  |
| 5.  | Sebastian Vettel | 124  | 5.  | Force India-Mercedes | 117  |
| 6.  | Valtteri Bottas  | 122  | 6.  | McLaren-Mercedes     | 111  |
| 7.  | Jenson Button    | 72   | 7.  | Toro Rosso-Renault   | 27   |
| 8.  | Nico Hülkenberg  | 72   | 8.  | Lotus-Renault        | 8    |
| 9.  | Felipe Massa     | 65   | 9.  | Marussia-Ferrari     | 2    |
| 10. | Sergio Pérez     | 45   | 10. | Sauber-Ferrari       | 0    |

(A teljes táblázat)

## Statisztikák
- Vezető helyen:
  - Lewis Hamilton: 58 kör (1-26), (28-52) és (54-60)
  - Daniel Ricciardo: 1 kör (27)
  - Sebastian Vettel: 1 kör (53)
- Lewis Hamilton 29. győzelme, 37. pole-pozíciója és 18. leggyorsabb köre.
- A Mercedes 24. győzelme.
- Lewis Hamilton 65., Sebastian Vettel 65., Daniel Ricciardo 7. dobogós helyezése.